# Thranduil
Thranduil je izmišljen lik iz Tolkienove mitologije, serije knjig o Srednjem svetu britanskega pisatelja J. R. R. Tolkiena.
Omenjen je kot kralj Sivih vilinov, ki so živeli v severnem delu Meglenenega gorovja.
Bil je sin Orophera in oče Legolasa.